# De chophur in da muccida
De chophur in da muccida [dʴe 'xofur in da 'vukʴiða] („Von der [Verwandlung?] der beiden Schweinehirten“) ist der Titel einer Remscéla (Vorerzählung) der Táin Bó Cuailnge („Der Rinderraub von Cooley“) aus dem Ulster-Zyklus der Irischen Mythologie. Zwei unterschiedliche Versionen sind überliefert, eine davon im Lebor Laignech („Das Buch von Leinster“), die andere in einem Manuskript aus dem 16. Jahrhundert (MS Egerton 1782, Egerton collection, British Library, London). Literaturwissenschafter nehmen allerdings weitere (verschollene) Versionen an, da eine der erhaltenen kompilatorisch aufgebaut ist und auch entsprechende Anspielungen in der Sage Togail Bruidne Da Derga („Die Zerstörung der Halle Da Dergas“) zu finden sind.

## Inhalt
Friuch und Rucht, die Schweinehirten der Elfenkönige von Connacht und Munster, tragen wegen eines Streites um die Eichelmast einen Zauber-Wettstreit aus, der in der Kunst der Verwandlung besteht. Der Reihe nach verwandeln sie sich in Vögel (Ingen und Eile, „Kralle“ und „Flügel“), Meeresungeheuer (Bled und Blod), Hirsche, Krieger (Scáth und Sciath, „Schatten“ und „Schild“), Geister, Drachen und Wasserwürmer (Cruinniuc und Tuinniuc). In dieser letzten Gestalt werden sie von zwei Kühen beim Trinken verschluckt. Die Kühe werden davon trächtig und werfen Stierkälber, die zu den beiden berühmtesten Stieren Irlands heranwachsen. Diese Stiere, von Ulster der Donn Cuailnge und der Findbennach von Connacht, sind der Grund für den Kampf zwischen den beiden Provinzen.
Der Hirt, der zu Beginn den Namen Friuch trägt, übernimmt dem Ende der Legende zu den Namen seines Kontrahenten Rucht – dieser nennt sich ab dann Runce. Der Grund für diesen Namenstausch geht aus der Erzählung nicht hervor.

## Etymologie
Christine Dröge versucht einen Zusammenhang zwischen dem nicht belegten Wort chophur und dem Sanskritbegriff saṃsāra („leidvoller Kreislauf [der Wiedergeburten]“) herzustellen. Der Gedanke einer keltischen Reinkarnations- oder Seelenwanderungslehre ist bei anderen Keltologen jedoch nicht unumstritten. Dazu siehe auch Scél Tuain meic Chairill („Die Verwandlungen des Túan mac Cairill“) und Fintan mac Bóchra.

## Weblink
- Gearóid Mac Eoin: Deutsche, Kelten und Iren.: 150 Jahre deutsche Keltologie. Buske Verlag, 1990, S. 171 f.